# Benaoján

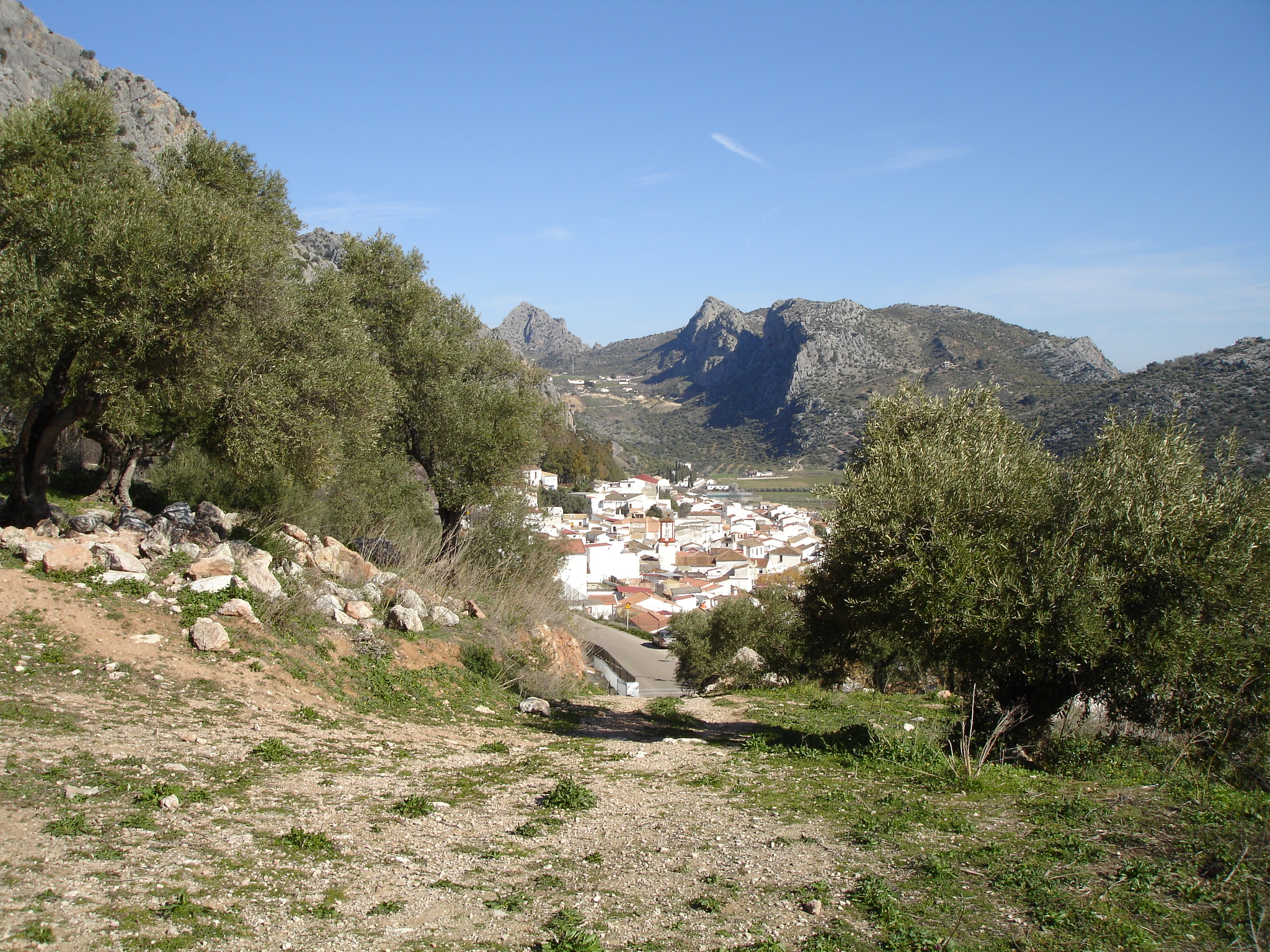
Benaoján.

Benaoján es un municipio español de la provincia de Málaga, Andalucía, localizado dentro del parque natural de Grazalema. Su extensión superficial es de 32 km², con una densidad de 50,37 hab/km².
Sus coordenadas geográficas son 36°43′ N, 5°15′ O. Se encuentra situada a una altitud de 524 metros y a 134 kilómetros de la capital de provincia, Málaga. Sus habitantes se denominan benaojanos.
Su nombre, de evidente origen árabe, unos lo hacen significar hijos de Oján, tribu bereber, y otros casa de panadero.

## Geografía

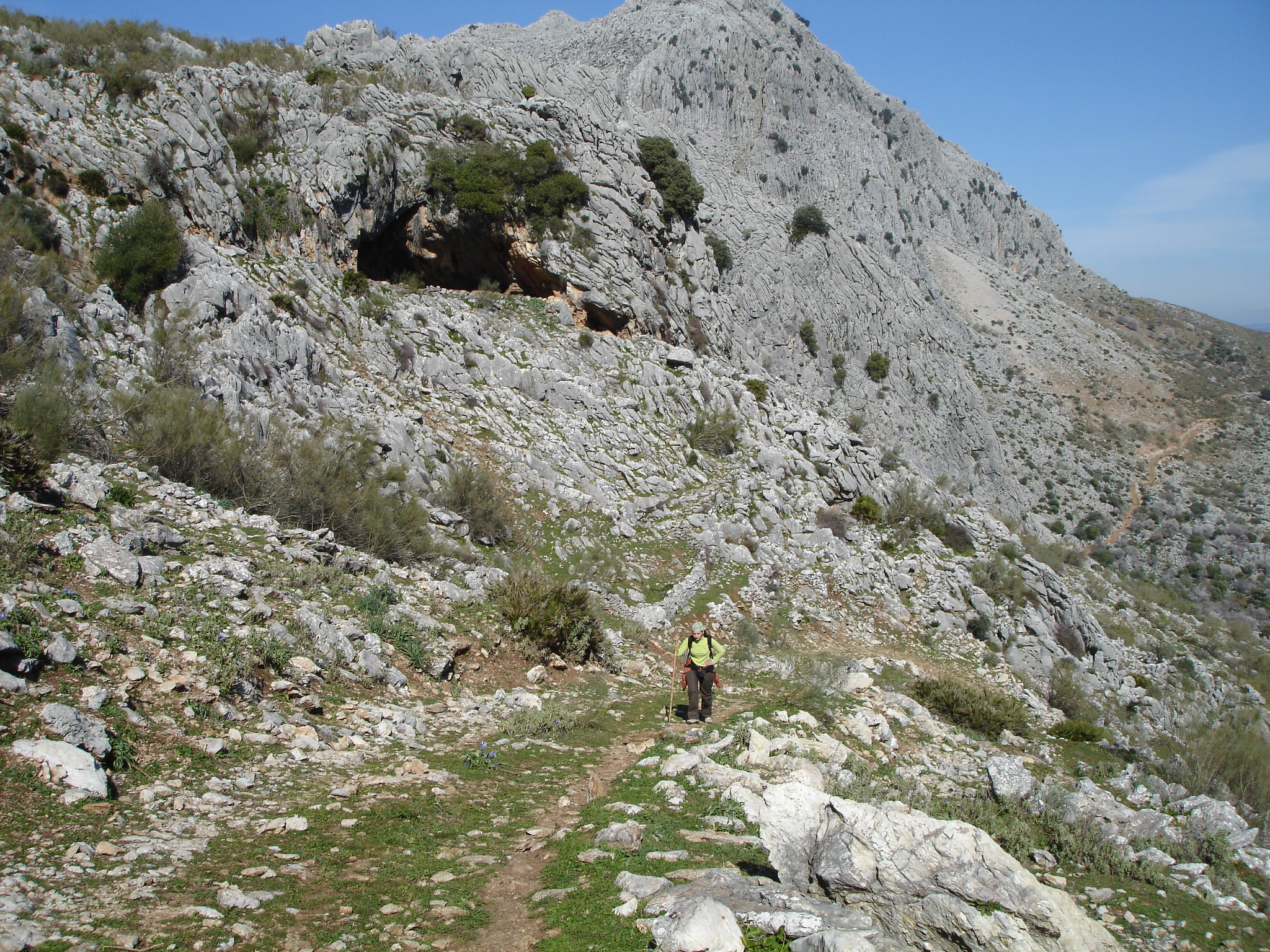
Sendero de Benaoján a los Llanos de Líbar.

El municipio presenta dos núcleos de población: Benaoján y la Estación de Benaoján, siendo el primero el núcleo principal. En total suman 1.543 habitantes.
Su relieve es muy accidentado destacando los cerros kársticos en los que se encuentran dos formaciones geológicas de gran importancia: el sistema hundidero-Gato y Cueva de la Pileta, de gran importancia por sus pinturas prehistóricas que datan del Paleolítico superior, motivo por el que ha sido declarada Monumento Nacional de Arte Rupestre. Así mismo, existen otras cavidades de mayor o menor importancia repartidas por el término municipal.
Accidentado por las sierras de Líbar y Montalate y avenado por el río Guadiaro, destacan sus encinares y pastos, cultivos de secano mediterráneos y ganadería lanar. En su gastronomía destacan las chacinas y otros productos derivados del cerdo así como los frutos secos (principalmente almendras).

## Política y administración
La administración política del municipio se realiza a través de un Ayuntamiento de gestión democrática cuyos componentes se eligen cada cuatro años por sufragio universal. El censo electoral está compuesto por todos los residentes empadronados en Benaoján mayores de 18 años y nacionales de España y de los restantes Estados miembros de la Unión Europea. Según lo dispuesto en la Ley del Régimen Electoral General, que establece el número de concejales elegibles en función de la población del municipio, la Corporación Municipal de Benaoján está formada por 9 concejales. Página web del Ayto. www.benaojan.es

## Historia

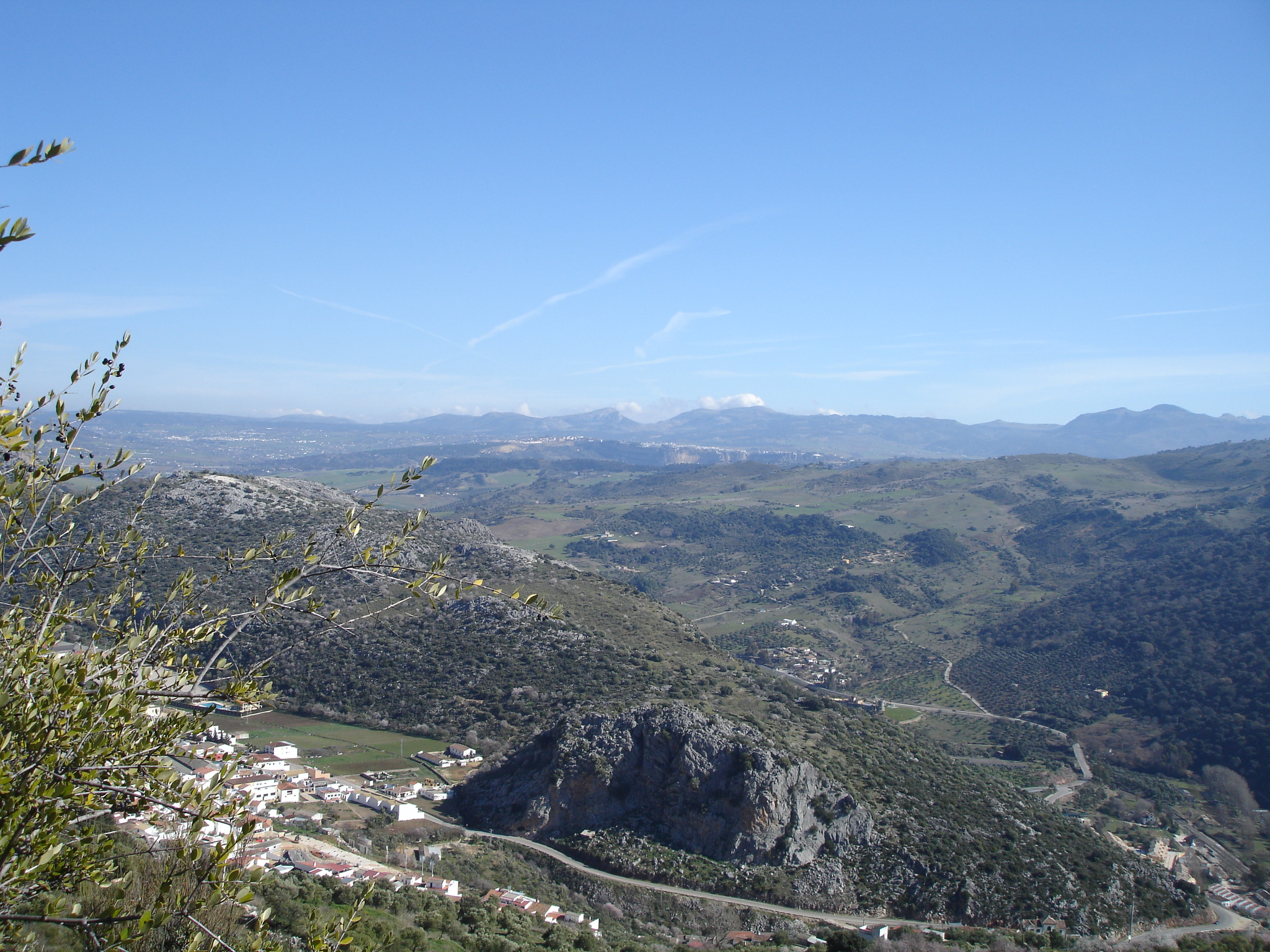
Vista del pueblo

Las primeras evidencias de poblamiento en las tierras del actual término municipal de Benaoján datan de hace unos 250.000 años, cuando grupos de Homo heidelbergensis utilizaban los valles transversales de la Sierra Bética para desplazarse entre las costas y el interior de Andalucía. Más tarde el hombre de Neandertal puebla estas sierras. 
Hace unos 27 000 años llega el Homo sapiens, habitando durante más de 20.000 años en la Cueva de la Pileta, en cuyas paredes dejarían cientos de representaciones pictóricas que hacen de La Pileta una de las cuevas con arte rupestre más importantes.
Cuando termina la última glaciación hace 10 000 años, la fauna de grandes mamíferos que habitaba estas tierras el clima cambian , lo que hace que los modos de vida del hombre cambien. De este periodo tenemos restos en la Cueva del Gato.

## Geografía humana

### Demografía
Cuenta con una población de 1428 habitantes (INE 2024).
| Gráfica de evolución demográfica de Benaoján entre 1842 y 2021                                                        |
| |
| Población de derecho según los censos de población del INE. Población de hecho según los censos de población del INE. |

### Economía

#### Evolución de la deuda viva municipal
| Gráfica de evolución de Deuda viva del Ayuntamiento de Benaoján entre 2008 y 2019                                |
| |
| Deuda viva del Ayuntamiento de Benaoján en miles de Euros según datos del Ministerio de Hacienda y Ad. Públicas. |

## Patrimonio artístico y monumental

### Cueva de la Pileta

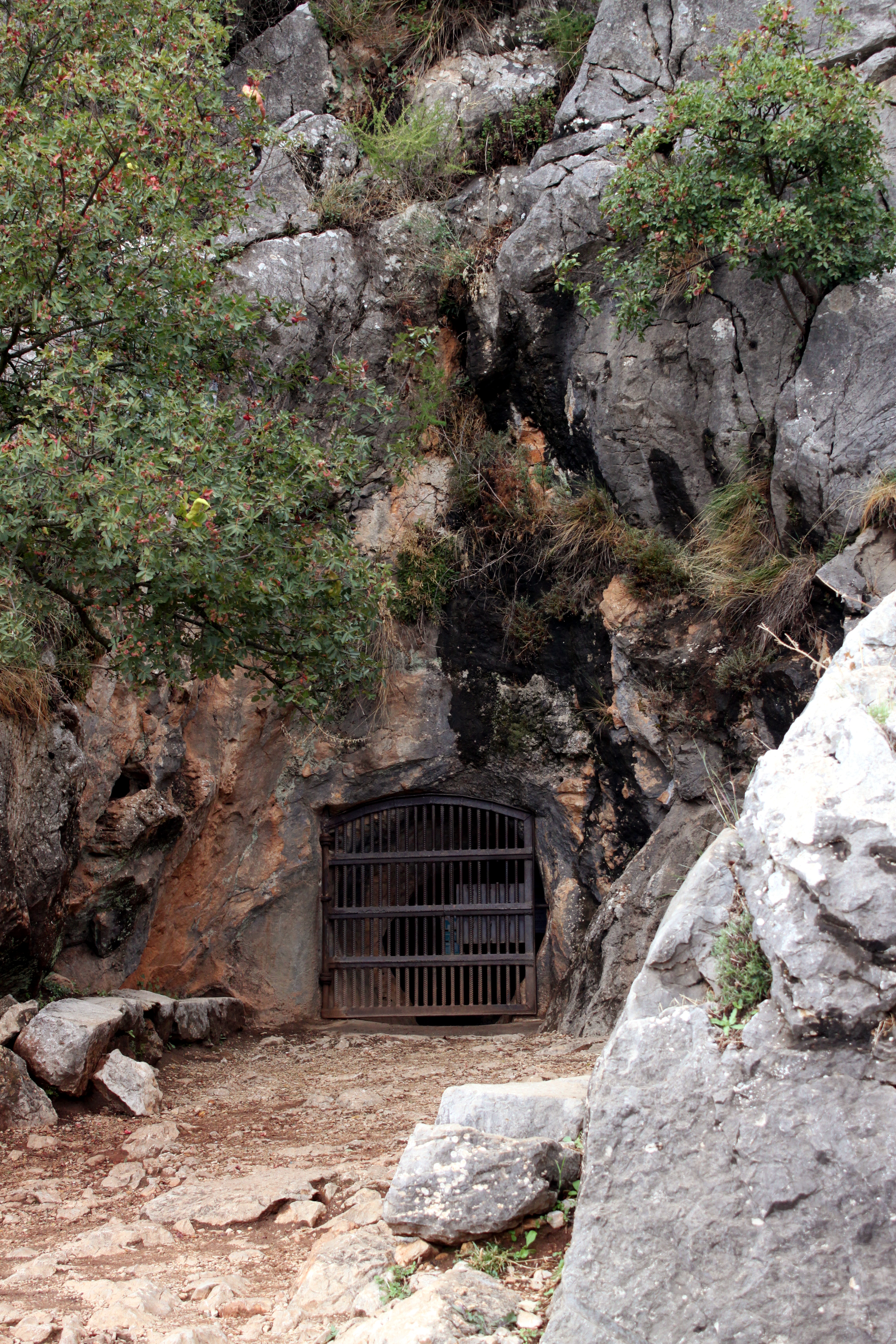
Entrada de la Cueva de la Pileta

Descubierta en 1905 por José Bullón, labrador de la zona, fue dada a conocer por W. Verner, realizándose un profundo estudio de la misma en 1912. En las diferentes excavaciones realizadas, han sido encontrados numerosos restos de cerámica, siendo el principal hallazgo un colgante de unos seis centímetros de altura que representa, de manera esquemática, una venus.
La gran importancia de La Pileta se debe a la existencia en su interior de extraordinarias pinturas rupestres, atribuidas al paleolítico superior. La mayoría de estas pinturas representan a animales, siendo los caprinos los más numerosos, aunque también podemos observar caballos, cérvidos, búfalos y bisontes, además de peces.
La Pileta está constituida por una serie de galerías situadas a distintos niveles y con alturas que llegan hasta los 15 metros. Destaca por sus grandes dimensiones la nave central, con 60 metros de recorrido.
La cueva es visitable diariamente de 10 a 13 h y de 16 a 18 h.

### Cueva del Gato
Situado en el parque natural de Grazalema, el sistema espeleológico Hundidero-Gato es, con sus 4 km de longitud y sus 10 recorridos, uno de los más complejos de Andalucía. La belleza y dificultad propias de la cavidad han atraído por igual a expertos espeleólogos y a amantes de los deportes de aventura de todo el mundo.
La enorme boca de Hundidero se abre al fondo de una garganta que en tiempos conducía las aguas del río Gaduares, también llamado Campobuche.

### Cueva del Hundidero

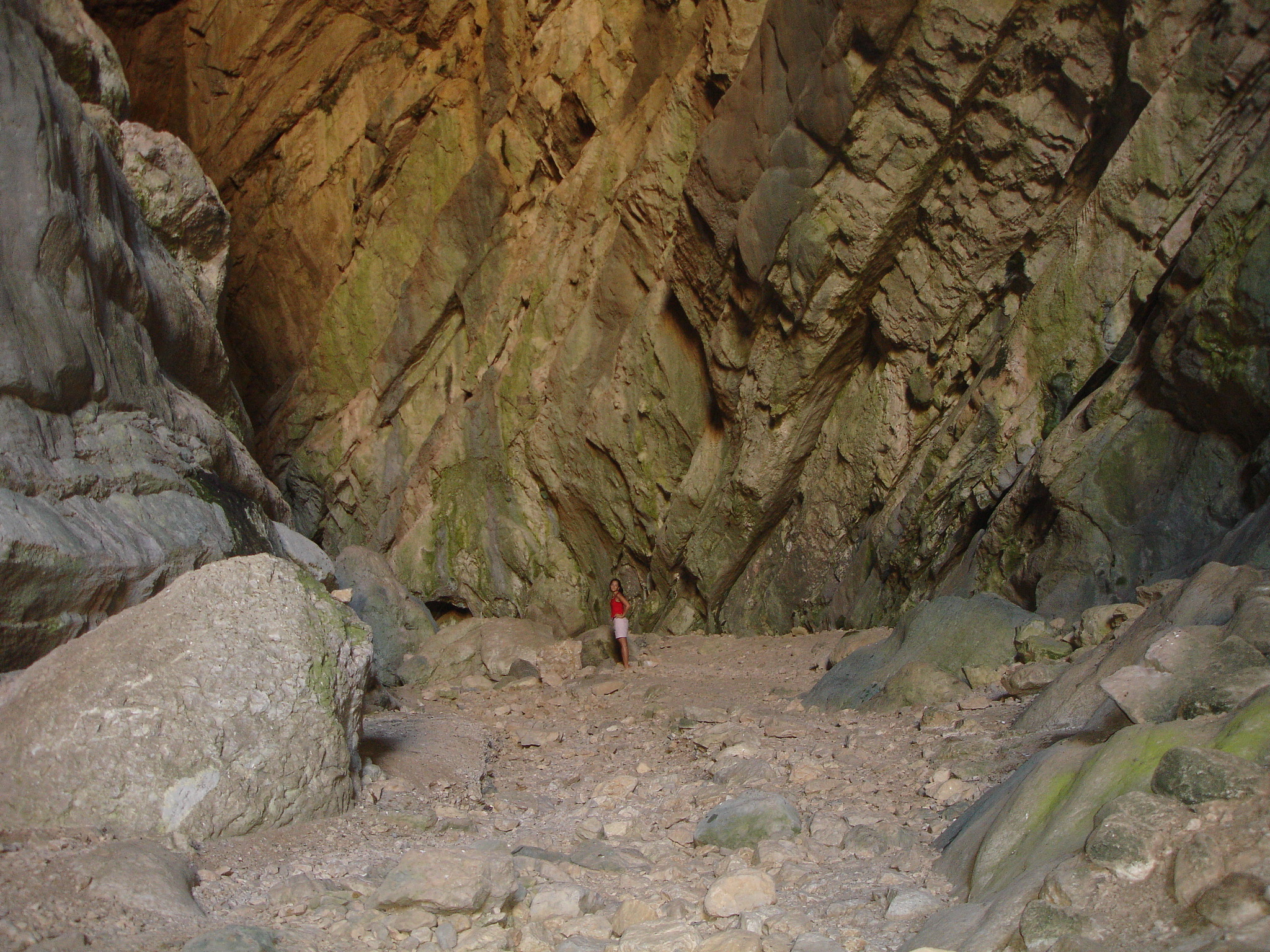
Entrada a la cueva seca con un turista para apreciar tamaño.

Está situada al fondo de una garganta por la que circula el río Gaduares o Campobuche y tiene más de 50 metros de altura. Por encima podemos ver la carretera que va de Grazalema a los pueblos de Benaoján y Montejaque, ya en la provincia de Málaga. El río atraviesa por esta vía toda la sierra para reaparecer por la Cueva del Gato separada 4 km de esta entrada. A la entrada de la garganta se construyó en los años 20 una presa con la intención de embalsar las aguas del torrente. Dado que los terrenos cársticos son muy permeables, el agua desaparecía a los pocos días por sumideros que se abrieron en el fondo del pantano.

## Fiestas patronales
Feria de San Marcos. Se celebra el día 25 de abril y el fin de semana más cercano a este. Es el Patrón de Benaoján y además lo es de Venecia y de otras poblaciones de España y se le representa con un león. Se desconoce desde cuando es Patrón de Benaoján.
Durante el 25 de abril el santo es llevado en procesión hasta el pozo de San Marcos, ubicado en la avenida de la Constitución, y siguiendo con la tradición para evitar las épocas de sequía se le reza con el dicho popular: "San Marcos bendito patrón y soberano, si no nos das agua al pozo te echamos". También, durante este día, se baila al patrón al ritmo del pasodoble "Paquito el chocolatero" en la plaza de san Marcos entre vítores de los vecinos.
La organización de estos festejos corre a cargo de seis mayordomos, que son nombrados en la misa de un año para otro y que se encargan de ir trabajando durante un año para conseguir el dinero y así poder organizar la feria (papeletas, libro de anuncios, alquiler de locales para celebración de días especiales etc.). Como recompensa por su trabajo tienen el honor de presidir la procesión de san Marcos y de que el santo visite sus casas.
Feria de Nuestra Señora del Rosario. Las fiestas en honor a Ntra. Sra. del rosario se celebra el día 7 de octubre y durante el fin de semana más próximo a este. Es la patrona de Benaoján. Se desconoce la fecha cuando se estableció como Patrona de dicho pueblo.
La organización de estos festejos corre a cargo de cuatro mayordomas, que son nombradas en la misa de un año para otro y que se encargan de ir trabajando durante un año para conseguir el dinero y así poder organizar la feria (papeletas, libro de anuncios, alquiler de locales para celebración de días especiales etc.). Como recompensa por su trabajo, tienen el honor de presidir la procesión de ntra. sra. del Rosario y de que la virgen visite sus casas.
Antiguamente la tradición marcaba que las mayordomas fueran 2 mujeres casadas y 2 mujeres solteras. Aunque actualmente está tradición ha quedado en desuso.

### Otras Fiestas de interés
Festividad del Niño del Huerto. Tiene lugar el Domingo de Resurrección. Durante este día se realiza la procesión del niño Jesús del Huerto, así como múltiples actividades y juegos para niños, como la tradicional carrera de cintas.
Además, durante este día es típico comer los roscos del Niño del Huerto y se subasta el Roscón (de mayores dimensiones).
Verbena del Tren. Se celebra a finales de julio o principio de agosto, tiene lugar en la estación de Benaoján, dicha fiesta se ha hecho muy popular tanto a nivel local como a nivel comarcal. Su comienzo fue en el año 1987. Cabe destacar “la fiesta del agua” que se celebra el domingo como colofón y la degustación ese mismo de día de chorizos al vino y sangría de manera gratuita.
Feria de la Chacina. Esta Feria es conocida debido a su tradicional sector industrial de transformación de productos cárnicos, desde hace más de cien años, suministra los mercados a nivel nacional e internacional.
Se celebra en el mes de diciembre. Su comienzo fue en el año 2002. En dicha feria además se encuentran distintos stands que ponen a nuestra disposición sus productos artesanales procedentes de distintos municipios de la comarca, cabe destacar las chacinas y los embutidos, mieles, dulces, panes, conservas y postres. En dicha feria además se puede disfrutar de las degustaciones de lomo frito, chorizos al vino y callos.